# نبع الطیب
نبع الطیب (به عربی: نبع الطیب) یک روستا در سوریه است که در ناحیه مرکزی سقیلبیه واقع شده‌است. نبع الطیب ۱٬۵۲۱ نفر جمعیت دارد.